# Victoriano Rivas
Victoriano Rivas, dit Nano, est un ancien footballeur espagnol né le 7 juillet 1980  à Ciudad Real..
Il a joué son premier match en Liga le 29 août 2004 : Real Saragosse - Getafe CF (3 -1).

## Palmarès
Aucun